# 日本哲學
日本哲學是日本的哲學与思想。歷史上有本土的神道和來自中国的思想，例如，佛教、儒教的融合。如同過去受中國哲學和印度哲學影響的水戶學、禪宗，近代至今的日本哲學也受西洋哲學影響。

## 古代・中世的思想
佛教在封建制定着以前的日本是日本思想的主流。聖德太子導入的佛教文化在奈良時代確立為「國家鎮護」的思想。平安時代以降，著重個人現世利益的密教取代「國家鎮護的思想」。但是，在「末法思想」的悲觀主義普及的時代到來之後，強調來世的淨土思想普遍化。武士掌握政權的鎌倉時代開始後，出現以新興的社會階級（武士）為對象的「新」佛教。

## 近世思想
異於日本的古代、中世思想和佛教的強大連結，日本近世思想的主流是儒教、宋明理學。以林羅山為祖的林家的朱子學被江戶幕府指定為官方的學問。另外，江戶中期以降，國學、蘭學和其他大衆思想受儒教的刺激而興起。

## 近代思想
相對於在儒教和佛教之中發展的近世日本思想，明治維新之後，急速的受西洋思想影響，英國的啟蒙思想、法國的人權開始流行。由橫井小楠和福澤諭吉的近代主義的出現作代表。日清戰爭及日俄戰爭的時期以降，日本的資本主義大為發展。為了對抗社會矛盾的基督教和社會主義也在近代化後發展，和各種社會運動結合。此外，受外國學問的刺激，形成民族主義的思想學問。

## 脚注
1. ↑  源了圓　『近世初期実学思想の研究』　創文社、2004年、pp.634。ISBN 442315014X

## 關連項目
- 武士道
- 廢佛毀釋

## 外部連結
- Links to papers and resources about Japanese philosophy and religion
- Japanese philosophy: Routledge Encyclopedia of Philosophy Online （页面存档备份，存于）